# Jeff Woolnough
Jeff Woolnough é um diretor de televisão estadunidense.

## Filmografia
- Silk Stalkings
- Perception
- Copper
- Saving Hope
- Sliders
- Earth: Final Conflict
- Taken
- The Outer Limits
- African skies
- Dark Angel
- NCIS
- CSI: Crime Scene Investigation
- Bones
- Battlestar Galactica
- Las Vegas
- Supernatural
- Being Erica
- Dead Like Me
- Smallville
- Birds of Prey
- Diários de um Vampiro
- The Expanse
- Vikings
- Heroes Reborn
- Cloak & Dagger
- Riverdale
- O mundo sombrio de Sabrina
- Runaways
- V (telessérie de 2009)
- Rookie Blue
- Crusoe
- Freedom - Amém de Qualquer Liberdade
- Surface
- Stargate SG-1

Seu trabalho de longa duração (não episódico) para a televisão incluiu as minisséries Keep Your Head Up, Kid: The Don Cherry Story (vencedor de Melhor Filme / Minissérie para TV) e Wrath of Grapes: The Don Cherry Story Parte 2 e o feito para  -TV movies Jack (um filme biográfico de Jack Layton, vencedor de Melhor Filme / Minissérie para TV) e Céline (um filme biográfico de Céline Dion).  Woolnough também dirigiu duas sequências direto para vídeo do filme Soldado Universal, intitulado Soldado Universal II: Irmãos de Armas e Soldado Universal III: Negócios Inacabados.